# Европско првенство у футсалу
Европско првенство у футсалу (енгл. UEFA Futsal Championship) је главно футсал такмичење за мушке националне репрезентације под покровитељством УЕФЕ.
Прво првенство је одржано 1996. у Шпанији, када је учествовало 6 репрезентација. Од 1999. проширено је на 8 тимова, 2010. на 12, док од 2022. ће учествовати 16 тимова.

## Резултати

### Такмичења
| Година       | Домаћин     | Финале      | Финале        | Финале      | Утакмица за 3. место | Утакмица за 3. место | Утакмица за 3. место |
| Година       | Домаћин     | Првак       | Резултат      | 2. место    | 3. место             | Резултат             | 4. место             |
| ------------ | ----------- | ----------- | ------------- | ----------- | -------------------- | -------------------- | -------------------- |
| 1996. детаљи | Шпанија     | Шпанија     | 5:3           | Русија      | Белгија              | 3:2                  | Италија              |
| 1999. детаљи | Шпанија     | Русија      | 3:3 (4:2 пен) | Шпанија     | Италија              | 3:0                  | Холандија            |
| 2001. детаљи | Русија      | Шпанија     | 2:1           | Украјина    | Русија               | 2:1                  | Италија              |
| 2003. детаљи | Италија     | Италија     | 1:0           | Украјина    | Шпанија              | и                    | Чешка                |
| 2005. детаљи | Чешка       | Шпанија     | 2:1           | Русија      | Италија              | 3:1                  | Украјина             |
| 2007. детаљи | Португалија | Шпанија     | 3:1           | Италија     | Русија               | 3:2                  | Португал             |
| 2010. детаљи | Мађарска    | Шпанија     | 4:2           | Португалија | Чешка                | 5:3                  | Азербејџан           |
| 2012. детаљи | Хрватска    | Шпанија     | 3:1           | Русија      | Италија              | 3:1                  | Хрватска             |
| 2014. детаљи | Белгија     | Италија     | 3:1           | Русија      | Шпанија              | 8:4                  | Португалија          |
| 2016. детаљи | Србија      | Шпанија     | 7:3           | Русија      | Казахстан            | 5:2                  | Србија               |
| 2018. детаљи | Словенија   | Португалија | 3:2           | Шпанија     | Русија               | 1:0                  | Казахстан            |
| 2022. детаљи | Холандија   | —           | —             | —           | —                    | —                    | —                    |

### Успешност репрезентација
| Пласман | Репрезентација | Првак                                       | 2. место                        | 3. место            |
| ------- | -------------- | ------------------------------------------- | ------------------------------- | ------------------- |
| 1.      | Шпанија        | 7 1996, 2001, 2005, 2007, 2010, 2012, 2016. | 2 1999, 2018.                   | 2 2003, 2014.       |
| 2.      | Италија        | 2 2003, 2014.                               | 1 2007.                         | 3 1999, 2005, 2012. |
| 3.      | Русија         | 1 1999                                      | 5 1996, 2005, 2012, 2014, 2016. | 3 2001, 2007, 2018. |
| 4.      | Португалија    | 1 2018.                                     | 1 2010.                         | —                   |
| 5.      | Украјина       | —                                           | 2 2001, 2003.                   | —                   |
| 6.      | Чешка          | —                                           | —                               | 2 2003, 2010.       |
| 7.      | Белгија        | —                                           | —                               | 1 1996.             |
| 7.      | Казахстан      | —                                           | —                               | 1 2016.             |